# Doneli
Doneli, dōnelī, auch dunali, donali, donaly (belutschisch, „zwei Flöten“), ist ein Paar endgeblasener Kernspaltflöten in der pakistanischen Provinz Belutschistan, die von einem einzelnen Musiker in der Unterhaltungsmusik, bei Besessenheitsritualen und in der instrumentalen und vokalen religiösen Musik der Sufis gespielt werden. Die doneli kommt auch in der iranischen Provinz Sistan und Belutschistan vor. Ein Flötenrohr dieser Doppelflöte produziert die Melodie, das andere einen Bordunton.

## Herkunft und Verbreitung

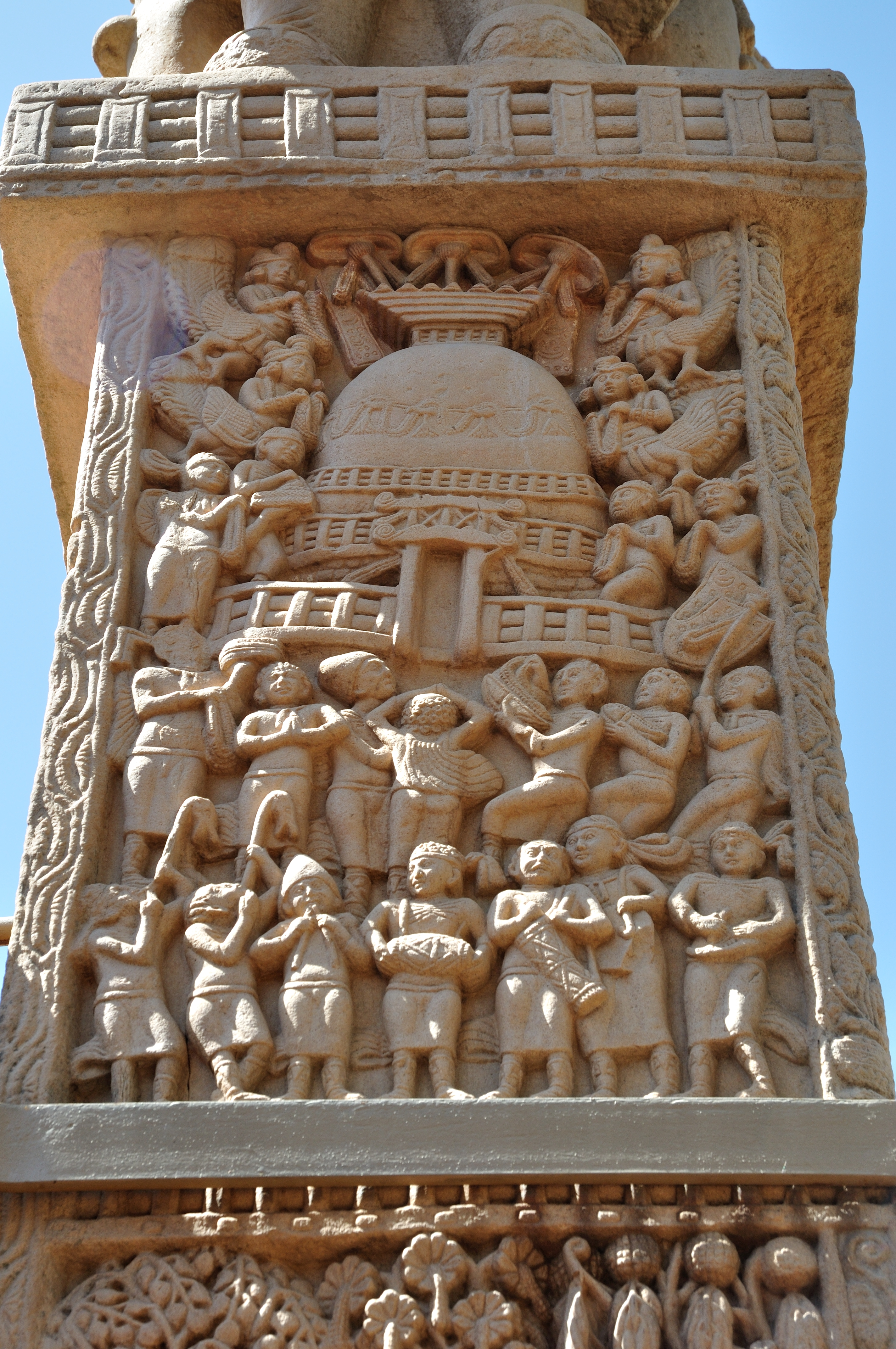
Stupa von Sanchi, Westpfeiler am Nordtor. Eine große Menschenmenge hat sich zur Verehrung des Stupa versammelt. Im Mittelpunkt ein Tänzer, der sich im Kreis dreht. Untere Reihe sieben Musiker, davon ein Spieler mit einem gedoppelten Rohrblattinstrument.

Doppelblasinstrumente, die aus zwei Einfachrohrblattinstrumenten bestehen (Doppelklarinetten), sind seit dem 3. Jahrtausend aus dem östlichen Mittelmeerraum bekannt. Aus dem Alten Ägypten ist seit dem Ende der 3. Dynastie oder dem Beginn der 4. Dynastie (um 2700 v. Chr.) die Doppelklarinette memet nachweisbar. In Mesopotamien kommen sie in den Gräbern von Ur ebenfalls im 3. Jahrtausend v. Chr. vor. In babylonisch-assyrischer Zeit waren Doppelklarinetten in Mesopotamien ähnlich häufig wie in Griechenland, wo in der gesamten Antike der aulos eine führende musikalische Rolle einnahm. Gedoppelte Rohrblattinstrumente gab es ferner im südlichen Zentralasien, abgebildet beispielsweise auf einem Fries mit Musikanten aus der usbekischen Stadt Termiz, das zwischen dem 1. Jahrhundert v. Chr. und dem 3. Jahrhundert n. Chr. datiert wird. Die Setzstufe einer kuschanazeitlichen Steintreppe (2.–3. Jahrhundert n. Chr.) aus der Region Gandhara zeigt eine Reihe Musikerinnen, darunter am rechten Rand eine Frau, die Doppelflöte spielt und sich einer Frau mit Fasstrommel neben ihr zuwendet. Zwischen zwei Liebespaaren steht des Weiteren eine Panflötenspielerin.
Doppelblasinstrumente waren im alten Indien selten. Indem Bildhauer sie auf Steinreliefs wiedergaben, konnten sie zeigen, dass die Musiker zu einer Gruppe fremder Leute gehören, die von weither zu dem bestimmten Ort gekommen waren. Am Stupa von Sanchi (1. Jahrhundert v. Chr.) wird die von vielen Zuschauern beobachtete Verbrennungszeremonie des Buddha dargestellt. Zur ungewöhnlichen Musikgruppe der aus ihrer Hauptstadt Kushinagar angereisten Mallas gehören links zwei Spieler, die lange Trompeten mit gebogenen Schallbechern in Gestalt von Tierköpfen entsprechend der keltischen carnyx nach oben halten. Der nächste Spieler bläst ein gedoppeltes Rohrblattinstrument, dessen gerade Röhren er in spitzem Winkel auseinanderhält, in der Mitte folgen zwei Trommler. Die beiden Personen rechts spielen Rahmentrommel und vermutlich Bogenharfe (vina).
Ein Doppelblasinstrument mit zwei konischen Spielrohren bläst ein Musiker auf einem Pfeilerrelief aus Mathura (2. Jahrhundert v. Chr.). Die beiden Röhren des mutmaßlichen Rohrblattinstruments sind parallel miteinander verbunden oder werden entsprechend aneinandergehalten. Die ungeschickt gestaltete Fingerposition beider Hände verrät, dass der Bildhauer mit dem Instrument nicht vertraut war.
Heute kommen Doppelblasinstrumente in Südasien nur in einigen Regionen in der Volksmusik vor. Ein seltenes, von einem Musiker bei hinduistischen Tempelzeremonien paarweise geblasenes Instrument ist die tirucinnam, eine gerade, dünne Messingtrompete in Südindien, deren Form auf eine mögliche altägyptische oder assyrische Herkunft hindeutet. Einen Ursprung der indischen Doppelblasinstrumente (Flöten oder Rohrblattinstrumente) in der babylonisch-assyrischen Zeit Mesopotamiens vermutete bereits Curt Sachs 1915.
Die doppelte Spielweise verbindet zwei Einfachrohrblattinstrumente der indischen Volksmusik miteinander: die pungi, bei der die beiden parallel verbundenen Spielrohre die Blasluft über eine gemeinsame Windkapsel erhalten, und die tarpu, die aus zwei längs verbundenen Kalebassen besteht und über ein kurzes Röhrchen als Mundstück in der Mitte angeblasen wird. In beiden Fällen produziert ein Rohr die Melodie und das andere einen Bordunton. Die pepa im nordostindischen Bundesstaat Assam ist ein Einfachrohrblattinstrument mit einem Büffelhorn als Schallbecher, das in einer Variante mit zwei gleichen Spielröhren vorkommt. Die zweite Spielröhre dient lediglich der Klangverstärkung und ausnahmsweise nicht zur Ergänzung eines Borduntons.
Paarweise gespielte Schnabelflöten kommen neben einfachen Schnabelflöten von Kaschmir bis Bhutan am Südrand des Himalaya bei Hirten und Bauern vor. Eine Doppelflöte aus dem Himalayagebiet besitzt fünf Löcher in der rechten Melodieröhre und drei Löcher, von denen zwei mit Wachs verschlossen werden, in der linken Bordunröhre. Die im pakistanischen und im indischen Punjab, in Rajasthan und nach Süden bis Andhra Pradesh gespielte alghoza besteht aus zwei separaten Schnabelflöten, die in einem spitzen Winkel zueinander geblasen werden. Die ähnliche satara kommt hauptsächlich in Rajasthan vor. Während bei der alghoza beide Rohre zum melodischen Spiel verwendet werden, besitzt die satara ein Melodie- und ein Bordunrohr. Der Ursprung der in Nordindien bei Hirten unter diesen Bezeichnungen verbreiteten Doppelflöten könnte im Sindh und im Punjab liegen. Ein regionalsprachlicher Name für hauptsächlich Kernspaltflöten in der Volksmusik Nordwestindiens ist pava (pawi, pavo). Die surpava ist eine in der Mitte angeblasene Querflöte in Maharashtra, die zur Melodie des unteren Spielrohres im oberen Rohr einen Bordunton erzeugt. Der Namenszusatz sur- (von Sanskrit swara, „Tonstufe“) bezieht sich auf den zusätzlichen Bordunton. In Rajasthan und Gujarat heißt dieser seltene Flötentyp der Kuhhirten pawa jodi oder jode pavo („Flöten-Paar“).
In der klassischen indischen Musik werden nur Querflöten (bansuri, venu), aber keine Längsflöten verwendet. Im Orient und Zentralasien sind die Varianten der in den klassischen Musikstilen gespielten nāy Längsflöten. In Belutschistan blieb mit der schräg angeblasenen Längsflöte narh ein alter Flötentyp erhalten, der am geographischen Übergang mit beiden Großregionen in Verbindung steht. Das für die Volksmusik Belutschistans charakteristische Zusammenspiel der Fiedel soruz und der gezupften Langhalslaute damburag hat zentralasiatische Parallelen, während sich die doneli von Belutschistan nach Indien orientiert, wo im Unterschied zur iranischen Musik ein begleitender Bordunton in der Musik von zentraler Bedeutung ist.

## Bauform und Spielweise

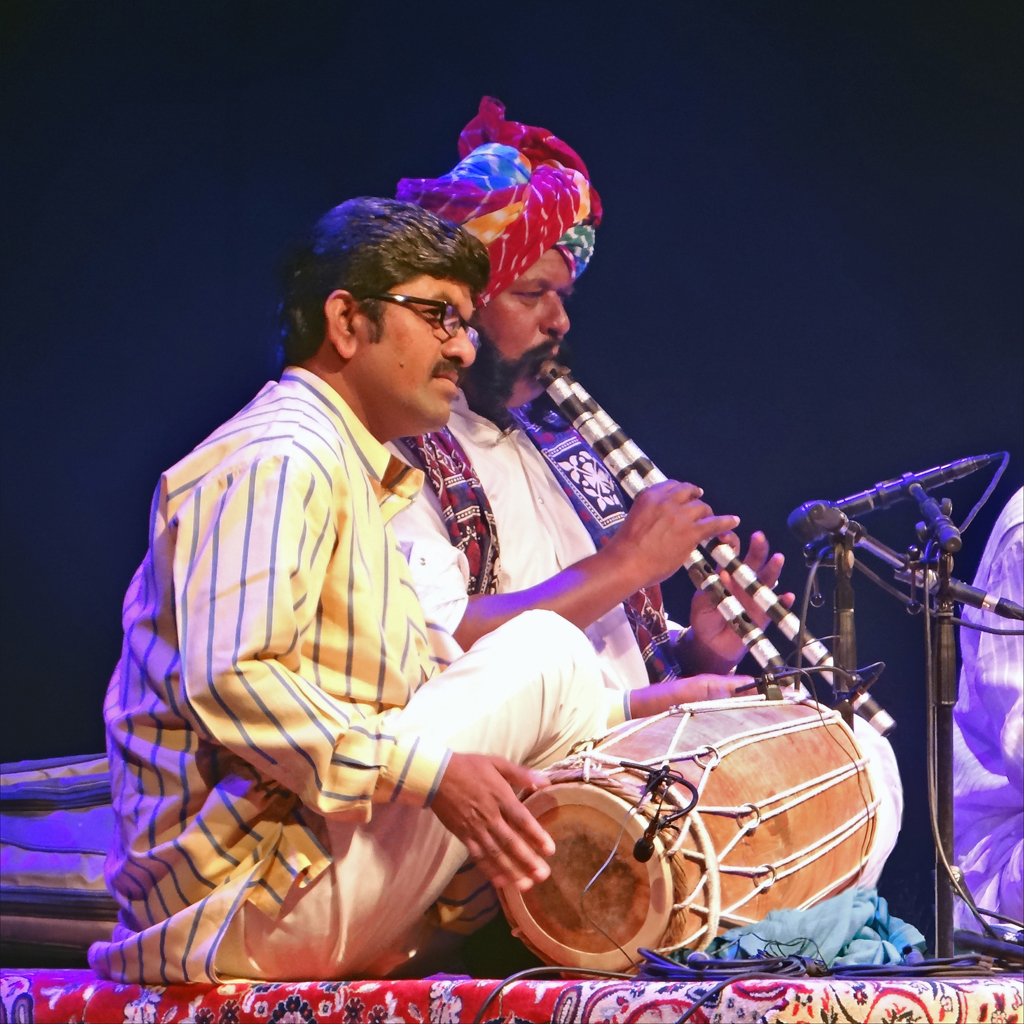
Doppelflöte satara, ähnlich der doneli, und Fasstrommel dholki. Gespielt von Musikern der Langa, einer Ethnie in Rajasthan.

Die doneli besteht aus zwei Pflanzenrohren, von denen das rechte mit sieben Fingerlöchern das Melodierohr abgibt und als „männlich“ gilt. Das linke, „weibliche“ Rohr besitzt acht Löcher. Die Rohre sind entweder ungefähr gleich lang oder das Bordunrohr ist deutlich länger. Um den gewünschten Bordunton hervorzubringen, werden alle Löcher bis auf eines mit Wachs verschlossen. Wachs oder ein Stück einer Dattel kann am Rand des Mundstücks angebracht werden, um die Tonhöhe der beiden Spielrohre anzugleichen.
Der Musiker hält beide Flöten gerade nach unten-vorn und in einem geringen Abstand nahezu parallel. Um einen kontinuierlichen Melodiefluss zu ermöglichen, bläst er mit Zirkularatmung. Mit den sieben Fingerlöchern kann eine chromatische Skala gespielt werden. Die einfachen Melodien werden ornamentiert und durch Betonung rhythmisiert. Die Doppelflöte wird als Solo-Instrument, rhythmisch begleitet von der Langhalslaute damburag oder in einem kleinen Ensemble mit der Fiedel suroz (sorud), einer damburag und einer mit den Händen geschlagenen, zweifelligen Zylindertrommel dukkur gespielt.
Die angestammten Berufsmusiker in der Küstenregion Makran pflegen einen Gesangsstil, der auf verschiedenen Modi basiert, die zahirig genannt werden und in der Musik von Belutschistan dem Prinzip des iranischen Maqam und des indischen Raga entsprechen. Zahirig steht darüber hinaus für einen bestimmten freirhythmischen und melismatischen Gesangsstil. Die Melodieinstrumente für diese Tradition sind die soruz, die doneli und die Tastenzither banjo (benjo).
Neben der Unterhaltungsmusik spielt die Doppelflöte als Gesangsbegleitung und in Instrumentalensembles der Derwische, bei denen Musik zu den religiösen Übungen (Dhikr) gehört. Die Derwische nennen sich häufig qalandari und verehren in ihren Liedern Lal Schahbaz Qalandar, einen Sufi-Mystiker des 13. Jahrhunderts. Ferner wird die doneli gelegentlich im Begleitensemble bei Besessenheitskulten und Heilungsritualen eingesetzt. Hierzu gehört ein auf schwarzafrikanische Einflüsse zurückgehendes Heilungsritual, bei dem ein Geist namens guat („Wind“ oder „Geist“) aus dem Patienten ausgetrieben werden soll. Ein anderes Ritual, damāli, enthält deutlichere islamische Elemente. Bei einem Typ von damāli geraten Patient und Heiler in einen Zustand der Trance, bei einem zweiten Typ nimmt nur der Heiler in Trance Kontakt mit den herbeigerufenen Geistern auf und der dritte Typ ist eine religiöse Trance ohne Beteiligung eines Patienten. Bei den beiden letztgenannten Ritualen ist das melodieführende Instrument eine Fiedel suroz oder eine doneli, jeweils rhythmisch begleitet von einer damburag.
In der gesamten Region Belutschistan sind Flöten und Saiteninstrumente üblicherweise den hochkastigen Belutschen vorbehalten, in der Küstenregion Makran werden sie auch von sozial niedrig stehenden Berufsmusikern gespielt. Im iranischen Teil von Belutschistan beherrschen nur noch wenige Musiker das Spiel mit zwei Flöten. Der bekannteste iranische doneli-Spieler ist der 1931 geborene Schir Mohammad Espandar.

## Diskografie
- Anderson Bakewell (Aufnahmen und Text Begleitheft): Music of Makran. Traditional Fusion from Coastal Balochistan. (International Collection of the British Library Sound Archive) CD von Topic Records, London 2000
- Jean During (Aufnahmen und Text Begleitheft): Baloutchistan: La Tradition Instrumentale – Sorud – Benju – Doneli. CD von Ocora. Radio France, 1997